# Comuna Molovata Nouă, Dubăsari
Comuna Molovata Nouă este o comună din raionul Dubăsari, Republica Moldova. Este formată din satele Molovata Nouă (sat-reședință) și Roghi. Conform recensământului din 2004, are o populație de 1.851 de locuitori.

## Administrație și politică
Componența Consiliului local Molovata Nouă (11 consilieri), ales la 5 noiembrie 2023, este următoarea:
|  | Partid                                        | Consilieri | Componență | Componență | Componență |
|  | --------------------------------------------- | ---------- | ---------- | ---------- | ---------- |
|  | Partidul Acțiune și Solidaritate              | 3          |            |            |            |
|  | Partidul Social Democrat European             | 3          |            |            |            |
|  | Partidul Socialiștilor din Republica Moldova  | 2          |            |            |            |
|  | Partidul Dezvoltării și Consolidării Moldovei | 1          |            |            |            |
|  | Candidat independent ION BARABAȘ              | 1          |            |            |            |
|  | Mișcarea „Respect Moldova”                    | 1          |            |            |            |